# All I Ever Wanted (album)
All I Ever Wanted (Vše, co jsem kdy chtěla) je čtvrté album americké zpěvačky Kelly Clarkson. Prvně vyšlo 6. března 2009. Kelly se zřejmě rozhodla vrátit ke stylu, kterým se tak proslavila její druhá deska Breakaway (2003). Podle ohlasů odborníků je toto album podobné albu Funhouse od P!nk a Circus od Britney Spears. Album získalo nominaci na Grammy Award jako Nejlepší popové vokální album.

## Vydání
Clarkson opět spolupracovala s Maxem Martinem a Dr. Lukem a z jejich spolupráce vzešla píseň My Life Would Suck Without You. Pracovala také s Ryanem Tedderem. Píseň "If No One Will Listen" je cover verzí od zpěvačky Keri Noble, zatímco písně "Whyyawannabringmedown" a "All I Ever Wanted" jsou původně od skupiny Aranda. "I Do Not Hook Up" a "Long Shot" napsala Katy Perry pro své nevydané album. Píseň "Save You" byla podle slov Clarkson inspirovaná Mozartem a skladbu "Cry" popsala jako waltz.

## Singly
My Life Would Suck Without You je prvním singlem z alba a je první singlem Clarkson, který dosáhl zlaté příčky jak v USA, tak ve Velké Británii. Z 97. pozice v hitparádě se za jediný týden dostal na 1., čímž zlomil rekord hitparády Billboard Hot 100.
I Do Not Hook Up je druhý singlem. Spolu s nesinglovou písní z tohoto alba je z pera Katy Perry, původně určený pro její nevydané album.
Already Gone je třetím singlem, kvůli němuž se Clarkson nepohodla se svým vydavatelství, které píseň vydalo i přes její podobnost s písní Halo od Beyoncé.
All I Ever Wanted je čtvrtým singlem.

## Seznam písní
1. My Life Would Suck Without You - 3:33
2. I Do Not Hook Up - 3:22
3. Cry - 3:34
4. Don't Let Me Stop You - 3:20
5. All I Ever Wanted - 3:59
6. Already Gone - 4:41
7. If I Can't Have You - 3:39
8. Save You - 4:03
9. Whyyawannabringmedown - 2:42
10. Long Shot - 3:36
11. Impossible - 3:23
12. Ready - 3:05
13. I Want You - 3:31
14. If No One Will Listen - 4:03

Limitovaná edice - bonusové písně
1. Tip Of My Tongue - 4:18
2. The Day We Fell Apart - 4:03

Japonská edice - bonusová píseň
1. Can We Go Back - 2:52